# Maaslova
Maaslova – wieś w Estonii, w prowincji Võru, w gminie Meremäe.